# 天塩有明駅

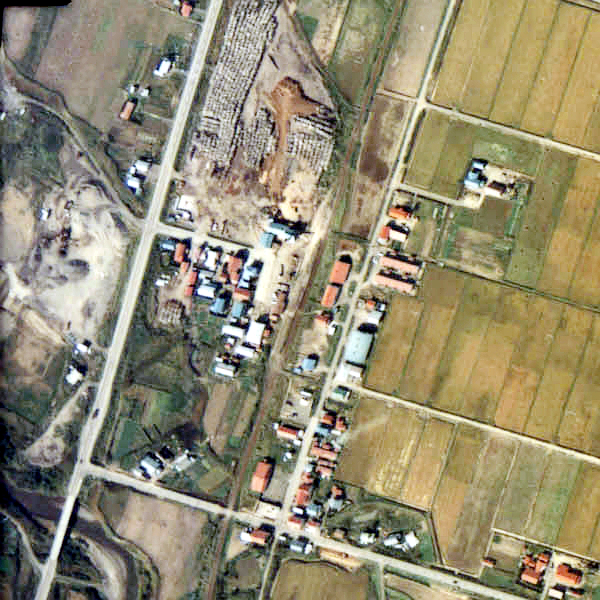
1977年の天塩有明駅と周囲約500m範囲。上が幌延方面。周囲に家が結構建っているが、駅は既に無人化されて久しい。島式ホームへの分岐が上下で相対する片開分岐を持っていたのが見て取れる。駅舎側の線路は殆んど認識できないが、島式ホームの駅舎側本線の他にもう1本貨物積卸線が駅舎前に引かれていて、この頃には貨物線の方は分岐が外されただけで撤去されずに放置されていた様である。上側にある木工場は当然ながら既に本線を利用していない。

天塩有明駅（てしおありあけえき）は、北海道苫前郡初山別村字有明にかつて設置されていた、日本国有鉄道（国鉄）羽幌線の駅（廃駅）である。電報略号はテア。事務管理コードは▲121617。
一部の普通列車は通過した（1986年（昭和61年）11月1日改定の時刻（廃止時の時刻表）で、下りのみ1本（急行「はぼろ」後継の主要駅停車列車。上りは停車））。

## 歴史
- 1957年（昭和32年）11月6日 - 日本国有鉄道羽幌線の築別駅 - 初山別駅間の延伸開通に伴い、開業[1]。一般駅[1]。
- 1970年（昭和45年）9月7日 - 貨物・荷物取扱い廃止[1][4]。交換設備廃止。同時に無人駅化[5]（簡易委託化）。
- 1987年（昭和62年）3月30日 - 羽幌線の全線廃止に伴い、廃駅となる[1]。

### 駅名の由来
当駅が所在する地名より。開設時大糸線に有明駅が存在したため、旧国名の「天塩」を付する。
もともと同地はアイヌ語の「モチュクペッ（mo-cukpet）」（小さい・築別川、築別については築別駅#駅名の由来を参照）に由来する茂築別（もちくべつ）と呼ばれていたが、開通前の1941年（昭和16年）の字名改正に際して、一般より募集し改名した。名称は「月を背負っても働く」との意味を込めての命名とされている。

## 駅構造
かつては島式ホーム1面2線を有する、列車交換可能な職員配置駅（地上駅）であったが、廃止時点で無人駅（簡易委託駅）の上、交換設備を廃止し、駅舎側（構内の南西側）に面した1線を側線化して1線のみを使用していた。ほかに、駅舎側に留萌方、幌延方両側とも転轍機が撤去された側線を1線有していた。駅舎は有人駅時代の駅舎が残り、ホーム南側とを結ぶ構内踏切で連絡した。

## 駅周辺
- 北海道道708号有明天塩有明停車場線
- 北海道道612号築別天塩有明停車場線
- 国道232号（天売国道/日本海オロロンライン）
- 羽幌警察署有明駐在所
- 有明郵便局
- 茂築別川
- セタキナイ川

## 駅跡

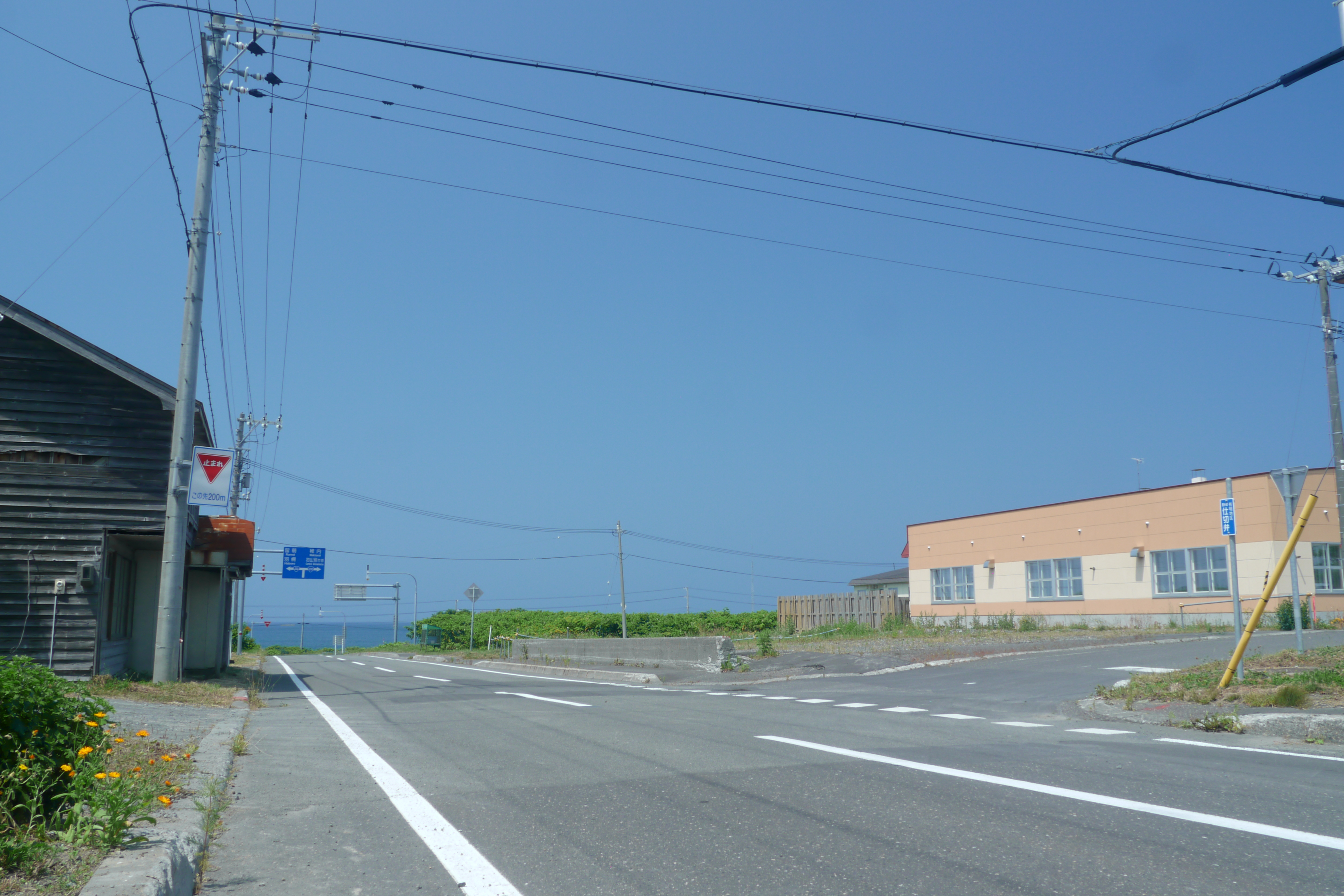
天塩有明駅跡（2011年7月28日）

1999年（平成11年）時点では砂利の空き地になっており、駅前食堂のみ残る。
また、2010年（平成22年）時点では当駅 - 天塩栄駅間にあった初山別トンネルが残存している。

## 隣の駅
日本国有鉄道
羽幌線
築別駅 - 天塩有明駅 - 天塩栄駅